# Codul piraților

Steagul căpitanului Jack Rackham

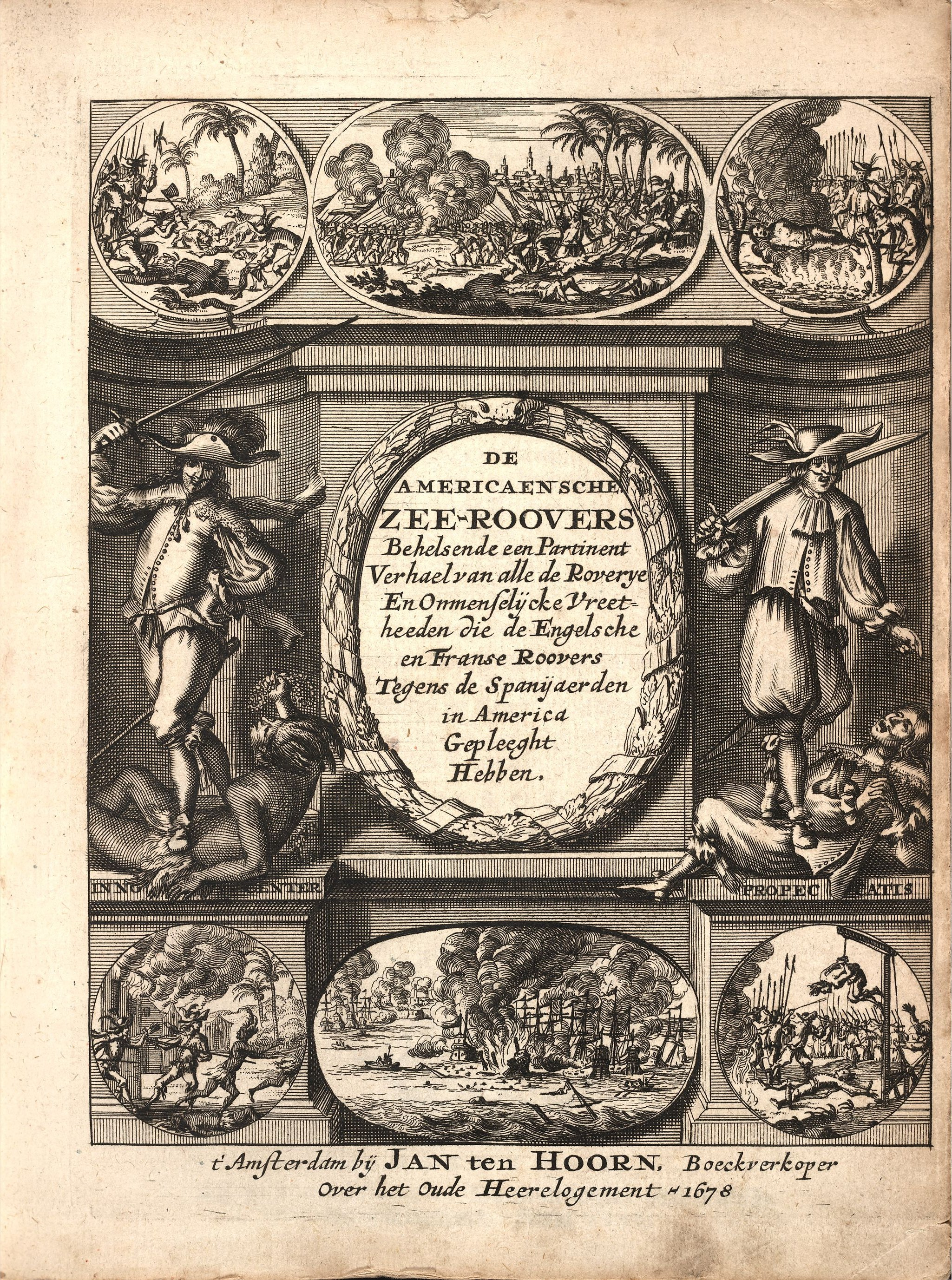
Prima ediție a cărții „Bucanierii din America”, 1678

Codul piraților este ansamblul unor reguli de conduită unde sunt menționate îndatoririle fiecăruia, cota din pradă care revine participanților la jaf și compensațiile pentru vătămările corporale.Oricare echipaj avea propriul cod, pe care tot personalul ambarcațiunii jură de la căpitan la simplul spălător de punte.
Medicul Exquemeling a notat următoarele despre codul piraților la bordul vasului unde își practica meseria.:
„Nava fiind bine aprovizionată, se ține un sfat ca să se hotărască înspre ce loc să se îndrepte pentru a-și căuta norocul. Tot la acest sfat, cad de acord asupra anumitor „articole” consemnate în scris în chip de legământ sau obligație pe care fiecare este ținut să le respecte, apoi toți, sau numai căpitanul, jură pe document. În el se specifică în mod foarte clar ce anume sumă de bani trebuie să primească fiecare persoana pentru această călătorie, fondul de plată fiind reprezentat de prada comună pe care au luat-o în întreaga expediție, fiindcă, dealtfel, legea acestor oameni este aceași ca a tuturor piraților: „N-a fost pradă, nu e plată”.În primul rând, așadar, ei menționează cât anume trebuie să ia căpitanul pentru nava sa. Urmează salariul dulgherului sau al meșterului care a carenat, reparat nava sau a lucrat la greementul (ansamblu format din catargele, velele și parâmele unei nave sau ale unei ambarcații cu pânze) ei. Acest salariu se ridică de obicei la 100 sau 150 pesos, suma variind în funcție de contract. După aceea, pentru provizii și aprovizionare cu alimente se scot din același fond comun cam 200 de pesos. De asemenea, un salariu suficient pentru felcer și cutia lui cu medicamente - de obicei, între 200 și 250 de pesos. În sfârșit, se stipulează în scris ce anume recompensă sau compensație urmează să primească un om rănit sau schilodit care, în cursul călătoriei respective, își pierde vreun membru. Astfel, pentru pierderea brațului drept ei dau 600 pesos sau șase sclavi; pentru pierderea brațului stâng, 500 de pesos sau cinci sclavi; pentru piciorul drept, 500 de pesos sau cinci sclavi; pentru piciorul stâng, 400 de pesos sau patru sclavi; pentru un ochi, 100 de pesos sau un sclav; pentru un deget de la mână, aceeași compensație ca pentru un ochi.Cum am spus mai înainte, toate sumele acestea de bani sunt luate din capitalul comun, care se obține prin piraterie. Ceea ce rămâne se împarte între toți într-un mod foarte exact și egal. Totuși, și în acest caz se ține seama de calități și de funcții. Astfel, căpitanul sau comandantul navei primește cinci sau șase părți în comparație cu un marinar de rând; secundul, două părți, iar ceilalți ofițeri proporțional, în funcție de atribuții.După care fac părți egale pentru toți ceilalți, de la marinarulcel mai de seamă până la cel mai neînsemnat, fără ca băieții de corvoadă să fie omiși. În relațiile dintre ei respectă o disciplină foarte strictă. Atunci când capturează o pradă, este cu desărvârșire interzis ca vreunul din ei să rețină ceva pentru sine. Fiecare jură în fața celorlalți că nu va fura și nu va ascunde nici cel mai mic obiect din pradă luată. Dacă mai târziu se constată că vreunul din ei nu s-a ținut de cuvânt și a călcat sus-amintitul jurământ, este izolat și înlăturat imediat.”